# Oak Forest (Illinois)
Oak Forest è un comune degli Stati Uniti d'America, situato in Illinois, nella contea di Cook. Si trova a circa 38 km a sud di Chicago.